# Festival di Cannes 1973
La 26ª edizione del Festival di Cannes si è svolta a Cannes dal 10 al 25 maggio 1973.
La giuria presieduta dall'attrice svedese Ingrid Bergman ha assegnato il Grand Prix per il miglior film ex aequo a Un uomo da affittare di Alan Bridges e Lo spaventapasseri di Jerry Schatzberg.
Viene creata una nuova sezione parallela, Perspectives du Cinéma Français.
È un'edizione ricordata, in particolar modo, per lo scandalo che provocò tra la stampa e il pubblico, il film di Marco Ferreri, La grande abbuffata.

## Selezione ufficiale

### Concorso
- O Lucky Man!, regia di Lindsay Anderson (Gran Bretagna)
- Monolog, regia di Ilya Averbakh (Unione Sovietica)
- Jeremy, regia di Arthur Barron (USA)
- Un Amleto di meno, regia di Carmelo Bene (Italia)
- Le Far-West, regia di Jacques Brel (Francia/Belgio)
- Un uomo da affittare (The Hireling), regia di Alan Bridges (Gran Bretagna)
- La mort d'un bûcheron, regia di Gilles Carle (Canada)
- A promessa, regia di António de Macedo (Portogallo)
- Belle, regia di André Delvaux (Belgio/Francia)
- La maman et la putain, regia di Jean Eustache (Francia)
- La grande abbuffata, regia di Marco Ferreri (Francia/Italia)
- L'invito (L'invitation), regia di Claude Goretta (Svizzera/Francia)
- Godspell (Godspell: A Musical Based on the Gospel According to St. Matthew), regia di David Greene (USA)
- Electra Glide (Electra Glide in Blue), regia di James William Guercio (USA)
- La clessidra (Sanatorium pod klepsydra), regia di Wojciech Has (Polonia)
- Petofi 73 (Petöfi '73), regia di Ferenc Kardos (Ungheria)
- Il pianeta selvaggio (La planète sauvage), regia di René Laloux (Cecoslovacchia/Francia)
- Vogliamo i colonnelli, regia di Mario Monicelli (Italia)
- Gli effetti dei raggi gamma sui fiori di Matilda (The Effect of Gamma Rays on Man-in-the-Moon Marigolds), regia di Paul Newman (USA)
- La otra imagen, regia di Antoni Ribas (Spagna)
- Anna e i lupi (Ana y los lobos), regia di Carlos Saura (Spagna)
- Lo spaventapasseri (Scarecrow), regia di Jerry Schatzberg (USA)
- Film d'amore e d'anarchia - Ovvero "Stamattina alle 10 in via dei Fiori nella nota casa di tolleranza...", regia di Lina Wertmüller (Italia)
- Bisturi - La mafia bianca, regia di Luigi Zampa (Italia)

### Fuori concorso
- Swastika, regia di Lutz Becker e Philippe Mora (Gran Bretagna)
- Sussurri e grida (Viskningar och rop), regia di Ingmar Bergman (Svezia)
- Ciò che l'occhio non vede (Visions of Eight), regia di Miloš Forman, Kon Ichikawa, Claude Lelouch, Yuri Ozerov, Arthur Penn, Michael Pfleghar, John Schlesinger e Mai Zetterling (USA/Germania)
- Questo impossibile oggetto (Impossible Object), regia di John Frankenheimer (Francia/Italia)
- La signora del blues (Lady Sings the Blues), regia di Sidney J. Furie (USA)
- Future Shock, regia di Alexander Grasshoff (USA)
- Lo païs, regia di Gérard Guérin (Francia)
- La montagna sacra (The Holy Mountain), regia di Alejandro Jodorowsky (Messico/USA)
- Casa di bambola, regia di Joseph Losey (Gran Bretagna)
- Non possiamo tornare a casa (We Can't Go Home Again), regia di Nicholas Ray (USA)
- Wattstax, regia di Mel Stuart (USA)
- Effetto notte (La nuit américaine), regia di François Truffaut (Francia/Italia)

## Settimana internazionale della critica
- El faham, regia di Mohamed Bouamari (Algeria)
- Non basta più pregare (Ya no basta con rezar), regia di Aldo Francia (Cile)
- Non ho tempo, regia di Ansano Giannarelli (Italia)
- Ganja & Hess, regia di Bill Gunn (USA)
- Vivre ensemble, regia di Anna Karina (Francia)
- Kashima Paradise, regia di Yann Le Masson e Bénie Deswarte (Francia)
- Gaki zoshi, regia di Yoichi Takabayashi (Giappone)
- Le nozze di pietra (Nunta de piatra), regia di Mircea Veroiu e Dan Pița (Romania)

## Quinzaine des Réalisateurs
- La città del sole, regia di Gianni Amelio (Italia)
- I giorni del '36 (Meres tou '36), regia di Theo Angelopoulos (Grecia)
- Réjeanne Padovani, regia di Denys Arcand (Canada)
- Zwartziek, regia di Jacob Bijl (Paesi Bassi)
- Al-asfour, regia di Youssef Chahine (Egitto/Algeria)
- Payday, regia di Daryl Duke (USA)
- Wedding in White, regia di William Fruet (Canada)
- Qualcuno lo chiama amore (Some Call It Loving), regia di James B. Harris (USA)
- Desaster, regia di Reinhard Hauff (Germania)
- Aguirre, furore di Dio (Aguirre, der Zorn Gottes), regia di Werner Herzog (Germania)
- Ogni nudità sarà proibita (Toda Nudez Será Castigada), regia di Arnaldo Jabor (Brasile)
- El cambio, regia di Alfredo Joskowicz (Messico)
- Drustvena igra, regia di Srdjan Karanovic (Jugoslavia)
- Slonce wschodzi raz na dzien, regia di Henryk Kluba (Polonia)
- Hannibal, regia di Xavier Koller (Svizzera)
- La villeggiatura, regia di Marco Leto (Italia)
- Il viaggio della iena (Touki Bouki), regia di Djibril Diop Mambéty (Senegal)
- Bel ordure, regia di Jean Marboeuf (Francia)
- La vita in gioco, regia di Gianfranco Mingozzi (Italia)
- Quem é Beta?, regia di Nelson Pereira dos Santos (Francia/Brasile)
- Metamorfosis de un jefe de la policía, regia di Helvio Soto (Cile)
- Farlige kys, regia di Henrik Stangerup (Danimarca)
- Lezioni di storia (Geschichtsunterricht), regia di Jean-Marie Straub e Danièle Huillet (Germania)
- Une saison dans la vie d'Emmanuel, regia di Claude Weisz (Francia)
- Kaigenrei, regia di Yoshishige Yoshida (Giappone)
- Fotográfia, regia di Pál Zolnay (Ungheria)

## Giuria
- Ingrid Bergman, attrice (Svezia) - presidente
- Jean Delannoy, regista (Francia)
- Lawrence Durrell, scrittore (Gran Bretagna)
- Rodolfo Echeverria, produttore (Spagna)
- Boreslav Michalek, critico (Polonia)
- François Nourissier, scrittore (Francia)
- Leo Pestelli, giornalista (Italia)
- Sydney Pollack, regista (USA)
- Robert Roždestvenskij, scrittore (Unione Sovietica)

## Palmarès
- Grand Prix: Un uomo da affittare (The Hireling), regia di Alan Bridges (Gran Bretagna) ex aequo Lo spaventapasseri (Scarecrow), regia di Jerry Schatzberg (USA)
- Grand Prix Speciale della Giuria: La maman et la putain, regia di Jean Eustache (Francia)
- Premio della giuria: La clessidra (Sanatorium pod klepsydra), regia di Wojciech Has (Polonia) ex aequo L'invito (L'invitation), regia di Claude Goretta (Svizzera/Francia)
- Prix d'interprétation féminine: Joanne Woodward - Gli effetti dei raggi gamma sui fiori di Matilda (The Effect of Gamma Rays on Man-in-the-Moon Marigolds), regia di Paul Newman (USA)
- Prix d'interprétation masculine: Giancarlo Giannini - Film d'amore e d'anarchia - Ovvero "Stamattina alle 10 in via dei Fiori nella nota casa di tolleranza...", regia di Lina Wertmüller (Italia)
- Premio opera prima: Jeremy, regia di Arthur Barron (USA)
- Premi FIPRESCI: La grande abbuffata, regia di Marco Ferreri (Francia/Italia) ex aequo La maman et la putain, regia di Jean Eustache (Francia)
- Premio OCIC: Lo spaventapasseri (Scarecrow), regia di Jerry Schatzberg (USA)